# Squadra antimafia - Palermo oggi
Squadra antimafia - Palermo oggi, nota anche come Squadra antimafia, è una serie televisiva italiana ideata da Pietro Valsecchi e prodotta da Taodue, trasmessa in prima visione su Canale 5 dal 31 marzo 2009 al 10 novembre 2016.
La serie ha ottenuto un notevole riscontro positivo sia da parte del pubblico sia da parte della critica, e per questo è stata ritrasmessa frequentemente in replica su diversi canali televisivi di Mediaset. Nel 2017 è andata in onda Rosy Abate - La serie, lo spin-off di Squadra antimafia.

## Trama
Nelle prime quattro stagioni, ambientate a Palermo, vengono narrate le vicende della lotta tra lo Stato italiano e l'organizzazione criminale di Cosa nostra attraverso il vice questore aggiunto Claudia Mares, a capo della squadra antimafia di Palermo, e Rosy Abate, ragazza legata a un clan mafioso. Le due donne sono unite da un passato tragico che le ha fatte incontrare e divise dall'amore per il poliziotto Ivan Di Meo. Il termine di questo ciclo vedrà la morte della Mares nella quarta stagione.
Dalla quinta stagione le vicende si spostano a Catania. Protagonista è ancora una volta Rosy Abate, diventata collaboratrice di giustizia, e il vice questore aggiunto Domenico Calcaterra, mentre lo Stato viene rappresentato dal vice questore Lara Colombo (nella settima stagione), in una sorta di sfida tra mafia e giustizia. Il ciclo si chiude con la morte di Lara e della sorella Veronica Colombo, collusa con una società segreta di nome "Crisalide", di cui fanno parte anche servizi segreti deviati, e responsabile, insieme ad Achille Ferro, del presunto omicidio del figlio di Rosy.
Nella settima stagione il personaggio di Rachele Ragno sostituisce a tutti gli effetti Rosy nel ruolo di principale antagonista, mentre diventano protagonisti il vice-questore aggiunto Davide Tempofosco e l'analista finanziaria Anna Cantalupo; Calcaterra vede il suo ruolo ridimensionato. L'ottava e ultima stagione segue le vicende della settima ed è incentrata sulla morte di Tempofosco e sul ritorno a Catania di un mafioso misterioso. Inoltre la Duomo viene totalmente rinnovata e non ci è data sapere la fine dei vecchi protagonisti.

### Prima stagione
Palermo, 1992. Sono passati due mesi dalla strage di via D'Amelio, e un nuovo attentato scuote l'opinione pubblica, perpetrato stavolta ai danni degli Abate, piccola famiglia mafiosa del luogo. Dopo lo scoppio della bomba, si è miracolosamente salvata la più piccola della famiglia, Rosalia, detta Rosy, tratta in salvo dall'agente Claudia Mares.
2009. Trascorsi diciassette anni quest'ultima diventa vice questore aggiunto dello SCO di Roma, ma, per motivi di lavoro, si trova nuovamente a Palermo. Claudia è richiamata a Palermo dal vice questore Stefano Lauria, suo vecchio collega ed ex compagno, per indagare sulla scomparsa di un ingegnere delle telecomunicazioni. Lauria viene ucciso sotto gli occhi di Claudia, prima che possa parlare di ciò che aveva scoperto. Claudia prende il suo posto a capo della Duomo, la squadra che arrestò tre anni prima Bernardo Provenzano, l'ultimo Padrino di cosa nostra. Il gruppo è composto da Alfiere, Africa, Gigante e l'agente esperta di informatica Viola Fantini. La squadra inizia a indagare sull'omicidio di Lauria, ma nel frattempo sta facendo anche ricerche sulla scomparsa di un ragazzo, Nicola Licastro, figlio di un commerciante di mobili appartenente all'associazione «Basta pizzo», e continuando l'indagine sull'ingegnere. Le piste che segue la portano a scoprire una guerra tra vecchi e nuovi boss: tra Michele Lo Pane e Giacomo Trapani, capo delle famiglie scacciate da Palermo negli anni 1980 per mano dei corleonesi. La nuova guerra per il territorio coinvolge anche Rosy Abate, una donna che Claudia conosce bene, esponente di una delle vecchie famiglie sul territorio controllate da Giacomo Trapani, e che, dopo un lungo periodo di esilio passato negli Stati Uniti, rientra a Palermo. Avvalendosi anche della collaborazione del vice questore Ivan Di Meo, la Duomo inizierà a entrare nei traffici e nelle nuove dinamiche delle famiglie, ma non è più il tempo solo dei pizzini: intercettazioni, comunicazioni criptate, satelliti e sofisticate tecnologie di spionaggio. I nostri uomini scopriranno presto che la guerra è lunga e piena di insidie anche interne.

### Seconda stagione
È trascorso un anno dagli avvenimenti che hanno segnato la vita di Claudia Mares, confermata nel suo incarico di vice questore capo della squadra antimafia di Palermo. Al suo fianco ci sono tre nuovi elementi: Sandro Pietrangeli, detto Pietra, un ex agente sotto copertura dai metodi spicci, grezzi e diretti, Luca Serino, milanese d'ufficio trapiantato nella difficile realtà siciliana, e la giovane Fiamma Rigosi, per inclinazione e indole sempre dalla parte dei più deboli, esperta d'informatica e sorveglianza elettronica. La squadra è subito impegnata a seguire l'avvocato Cifalà, uomo di fiducia della famiglia Abate, che sta per chiudere nuove alleanze. La Duomo è in missione in un ristorante dove sta per avvenire un incontro tra siciliani, calabresi, un sudamericano e un quarto misterioso personaggio. Claudia crede di aver riconosciuto in quell'uomo Ivan Di Meo. Prima un sospetto, poi la sconcertante conferma: Ivan, il poliziotto corrotto che Claudia ha amato alla follia, dato ufficialmente per morto, a quanto pare è vivo ed è passato definitivamente dalla parte della mafia. Per Claudia è un duro colpo, ad aiutarla nel suo sconforto c'è anche Rosy Abate la cui famiglia continua a essere bersaglio dei clan rivali e delle imboscate della polizia. In una di queste perdono la vita Vito e Carmine, due dei tre fratelli di Rosy. Le indagini della squadra si concentrano sulla scalata della famiglia Abate (guidata da Nardo), che è più che mai decisa a riprendersi Palermo. Il vero business questa volta però viene dall'estero, in particolare dalla Colombia: il super ricercato Gaetano Lipari, detto il "Santo", è in arrivo in Italia, con l'intenzione di riunire gli esponenti delle cosche mafiose, dei clan camorristici campani e della 'ndrangheta calabrese; un summit tra capi che riscrive la struttura del traffico di droga internazionale. La squadra di Claudia cerca di catturare il pericoloso gangster sudamericano, di cui nessuno conosce il vero volto, e di sgominare l'operazione. Nell'affare c'è anche Rosy, ormai mafiosa come i fratelli. 
In questo scenario Ivan Di Meo agisce nell'ombra, su più fronti, sempre in bilico tra il bene e il male. Proprio per questo sarà ucciso da Rosy quando scopre che è un infiltrato e ha fatto finta di essere innamorato di lei. Ad aiutare Claudia c'è l'uomo di cui si fida di più, Alfiere, che per la sua grande esperienza è determinante nel corso delle indagini, anche se il destino non gioca a suo favore, dato che sacrifica la propria vita per proteggere Claudia. Al fianco degli uomini della Duomo si inserisce una figura dai connotati e dai trascorsi non propriamente limpidi: l'agente dei servizi segreti Filippo De Silva. Appartenente a una frangia dei servizi deviati, l'agente avvicina Claudia inizialmente per affiancarla nella ricerca di Ivan Di Meo. Presto però De Silva si rivela un soggetto molto pericoloso, corrotto e senza scrupoli, interessato solo a perseguire i suoi scopi, che diventa come un'ombra nera, sempre presente sulla strada delle indagini di Claudia. La stagione si conclude con la morte di Di Meo per mano di Rosy Abate e con la fuga di quest'ultima.

### Terza stagione
Otto mesi dopo la morte di Ivan Di Meo e la fuga della boss mafiosa Rosy Abate, in conseguenza della sconfitta del suo clan, il vice questore Claudia Mares si trova temporaneamente sospesa dal servizio, ma durante un'immersione al largo dell'Isola delle Femmine, si imbatte in un fusto contenente una serie di liquami tossici che sembrano celare il cadavere di un uomo. Questo era l'ultimo rimasto fedele a Rosy Abate, e con un'indagine non autorizzata, Claudia ora coadiuvata dal procuratore Giorgio Antonucci, scopre che Rosy è ripiegata in Colombia nella villa del narcotrafficante Vincent Truebla. La Duomo, (ancora composta da Sandro Pietrangeli, Luca Serino e Fiamma Rigosi) è nel frattempo passata sotto il comando del vicequestore Domenico Calcaterra, inizialmente in conflitto con l'intera squadra e sempre contrario ai metodi poco ortodossi di Claudia Mares. Rosy, in Colombia, ha nel frattempo dato alla luce insieme al nuovo compagno Vincent, suo figlio Leonardo. Con un'informativa della DEA, Claudia con la mediazione di Antonucci e la partnership con Calcaterra, si reca in Colombia per prendere parte a un blitz all'interno della villa del narcotrafficante che sembra per l'appunto ospitare Rosy Abate, ma quest'ultima ne ha approfittato per uccidere Vincent e scappare insieme al figlio.
Una volta fatto ritorno in Sicilia, Rosy trova rifugio presso un vecchio amico di famiglia, Don Ruggero Geraci "Il Puparo", e grazie ai suoi legami con la camorra mette in piedi una nuova organizzazione (che fa capo a un gruppo di fuoco comandato da Vito Portanova, operante ora in Sicilia dopo la sconfitta per mano dei Casalesi, che inizierà una relazione con Rosy) per muovere guerra contro i Manzella, i principali artefici della sconfitta di Rosy Abate. Durante la serie Rosy scoprirà che Leo è figlio in realtà di Ivan Di Meo riuscendo così a primo impatto a "distruggere" Claudia. 
Un nuovo tragico lutto colpisce la Duomo. Il vicesovrintendente Fiamma Rigosi muore in uno scontro a fuoco con De Silva e Vito Portanonova .

### Quarta stagione
Molte cose sono cambiate e stanno per cambiare di nuovo nella squadra Duomo e nelle vite di Claudia Mares e Rosy Abate. La prima aspetta da cinque mesi un bambino da Domenico Calcaterra, con cui però ha un rapporto altalenante. Rosy, invece, è stata condannata all'ergastolo ed è decisa a non collaborare con la giustizia per non trasgredire la regola d'onore della sua famiglia. Suo figlio è stato dato in affidamento a Claudia, che lo tiene in casa sua e lo tratta come un figlio. Alla Duomo si è aggiunto un nuovo esperto informatico, il siciliano Gaetano Palladino, un agente sospeso in passato per problemi di alcolismo. Filippo De Silva, dopo essere stato urgentemente operato per un tumore al cervello, viene messo in una clinica specializzata perché affetto da amnesia dopo l'intervento, dal quale però si riprende velocemente riuscendo a evadere dalla clinica. Una volta capito chi era, ovvero un nemico di Rosy Abate, riesce a evadere. Intanto viene ucciso Don Ninuzzo, un anziano boss latitante di ritorno a Palermo. L'Abate stava aiutando la sua amica Claudia a scoprire chi potessero essere i suoi "accompagnatori", ma un killer a bordo del treno su cui viaggiava il vecchio mafioso anticipa tutti uccidendo lui e i suoi fedelissimi. Nello scontro a fuoco nato con gli agenti della Duomo intervenuti sul luogo Luca Serino viene colpito per proteggere Pietrangeli e morirà poco dopo in ospedale. I primi indiziati per la morte di Ninuzzo, in cui è finito di mezzo anche Serino, sono Dante e Armando Mezzanotte, due fratelli facoltosi e nipoti del boss. Ad aiutare la squadra arriva anche un nuovo elemento, che dovrà sostituire la Mares nei mesi di maternità: si chiama Francesca Leoni ed è una giovane ma determinata ispettrice. I fratelli Mezzanotte continuano nel loro piano e rapiscono il boss Frank Turiello, dal quale ottengono l'informazione che è l'Abate ad avere la parte mancante della Lista Greco. Così, Armando rapisce Rosy quando lei è in ospedale, dopo un'operazione in cui le hanno tolto un organo per darlo a Leonardino, malato di leucemia acuta. Però, l'Abate, dopo poco, riesce a fuggire. Claudia è delusa dalla sua "nemesi", con cui stava cercando di ricucire quel saldo rapporto che le univa in passato, mentre Domenico, a capo della Duomo, vuole arrestarla. L'Abate cerca di fuggire all'estero lasciando al figlio una redditizia eredità frutto del ricatto a un politico della Lista. La Mares però riesce a fermerala in tempo, rivelando che Leo sta rigettando il midollo osseo del trapianto. L'Abate così torna in carcere dopo un periodo di isolamento e trova come compagna di cella la misteriosa Ilaria La Viola. Dopo la scarcerazione di Rosy, divenuta collaboratrice di giustizia, l'alleanza tra i Mezzanotte e De Silva, che è riuscito a rintracciarli, anche Ilaria esce di galera e si scopre che in realtà è la cugina di Rosy, figlia del fratello di Santo Abate. Il suo capo è il fratello, che si scopre sorprendentemente essere Umberto Nobile, l'imprenditore anti-mafia. Umberto non vuole essere un mafioso, ma vuole solo vendetta. Ilaria una volta scoperto dove Rosy ha nascosto la parte di Lista riesce a impossessarsene e piazza al suo posto una bomba, però finirà per uccidere la Mares, che stava andando a recuperare la lista insieme a Rosy. Da quel momento in poi, l'Abate, che si sente in colpa perché Claudia è morta al posto suo, comincia a collaborare con Domenico Calcaterra. Ilaria intanto viene sia identificata dalla Duomo come responsabile della morte di Claudia sia rintracciata dai fratelli Mezzanotte, e fatta prigioniera insieme con il suo complice Nerone. Successivamente diviene amante di Dante Mezzanotte. Francesca intreccia una relazione con Nobile, che però viene ucciso da sua sorella Ilaria per ordine dei Mezzanotte. Mentre Domenico e Rosy cominciano una storia, Ilaria e Dante si sposano e lei diventa complice dei loro traffici, mirando a diventare il capo della famiglia mafiosa, di cui fa parte anche De Silva, che si è ammalato di tumore.

### Quinta stagione
Diversi mesi dopo la sconfitta del clan Mezzanotte e la morte di Claudia Mares, Calcaterra è ancora confuso e tormentato dalla figura misteriosa che gli ha salvato la vita, ma prima di riprendere servizio alla Duomo è a malincuore costretto a dire addio al piccolo Leonardo (ancora sotto la sua tutela anche dopo la morte di Claudia) che presto verrà affidato a una nuova famiglia. Quando il vicequestore va a fargli visita per l'ultima volta in località segreta, un commando guidato da Rosy Abate (ripiegata all'estero sul finire della quarta serie) fa irruzione nella casa protetta portandosi via il piccolo. Quando Rosy si fa identificare da Calcaterra i due si lasciano andare a un ultimo appassionato bacio (segno della tormentata storia d'amore vissuta nel corso della quarta serie). Anche l'ultimo disperato tentativo da parte di Rosy di fuggire per sempre insieme al figlio purtroppo non andrà a buon fine, in quanto qualcuno rapirà a sua volta il piccolo dando il via a una nuova tragica catena di eventi. Le indagini portano la Duomo (nel frattempo ancora composta da Sandro Pietrangeli, Francesca Leoni e Gaetano Palladino) sulle tracce della famiglia Ferro, un giovane clan in piena espansione che si sta imponendo a Catania, quindi i nostri sono costretti a spostare la loro base operativa nella città dell'Etna dove si congiungeranno con l'Antimafia locale capitanata dal vicequestore Lara Colombo (una giovane poliziotta da mesi sotto copertura) e il suo braccio destro Vito Sciuto (affabile poliziotto con grande esperienza sul campo, che ricorda per certi versi la figura di Alfiere). La Duomo quindi, fresca di rinforzi, durante le indagini sul rapimento di Leonardo Abate si vanno a scontrare con un gruppo di stiddari guidati da Ruggero Spina (un criminale apparentemente di basso livello), che sembrano essere coinvolti nel rapimento del piccolo, anche se la mente dietro l'operazione, almeno secondo le ipotesi di Calcaterra, deve essere qualcun altro, visto che la scomparsa di Leonardo sembra essere legata a doppio filo con una speculazione edilizia che sta avendo luogo a Baia D'Angelo (piccola cittadina sulla valle dell'Etna), e sarà proprio qui che Lara Colombo ritroverà sua sorella Veronica, (ora sindaco di Baia e futura candidata alle elezioni regionali) una donna che sembra nascondere un misterioso passato. Parallelamente a tutto ciò Calcaterra e i suoi dovranno vedersela ancora una volta con Rosy Abate, ora in circolazione e sulle tracce del figlio, e sul suo presunto nuovo legame con la famiglia Ferro; ma c'è anche Dante Mezzanotte, seppur in galera, probabilmente desideroso di vendetta.

### Sesta stagione
Sei mesi dopo gli eventi della quinta stagione, il vice questore Domenico Calcaterra è in trasferta in Montenegro, dove contattato dalle forze di polizia montenegrine prende parte a un blitz all'interno di una villa che a quanto pare sembra ospitare Arcadij Pojiatiev, detto Afrikanietz, il potente boss della mafia Russa che la Duomo si era lasciato sfuggire. Una volta fatta irruzione, Calcaterra si trova di fronte a uno scenario a tratti surreale: un killer mascherato sta fuggendo, dopo aver ucciso Afrikanietz; quest'ultimo, prima di morire, ha scritto con il proprio sangue un messaggio in cirillico. Il messaggio risulterà poi essere basato su un vecchio codice dei servizi segreti italiani: una volta decrittatolo, ne emergerà il nome di una sorta di organizzazione non ufficiale chiamata "Crisalide". Prima che il killer riesca a scappare, però, Calcaterra lo identifica come il vecchio agente corrotto dei servizi segreti Filippo De Silva, dato per morto sul finire della quarta serie. Rientrato in Italia il vicequestore si ricongiunge alla Duomo, nel frattempo ancora composta dalla sua ora compagna Lara Colombo, Francesca Leoni, Vito Sciuto e Sandro Pietrangeli, con l'unica nota dolente di Gaetano Palladino che sembra aver lasciato la squadra dopo la sua rottura con Francesca. La sconfitta del clan Ferro e la completa decaduta di Rosy Abate, ora rinchiusa in un ospedale psichiatrico dopo la morte del figlio, sembra aprire nuovi scenari sulla città di Catania. Ora una nuova famiglia è pronta a farsi largo sullo scacchiere mafioso; si tratta dei Ragno, un piccolo e giovane clan composto dal maggiore Nicola, la sorella Rachele, una affascinante e ambigua ragazza, i cugini Saro e Angelino, e infine il più ambizioso e spietato Ettore. Quest'ultimo durante la sua permanenza in carcere ha stretto un importante legame con Don Carmine Spinone, ex reggente del quartiere di San Vincenzo, e sarà proprio attraverso questo legame che Ettore comincerà la sua scalata, e una volta uscito di prigione verrà per l'appunto incoronato nuovo re del mandamento. Le indagini su questa nuova famiglia sembrano coinvolgere subito molto personalmente Sciuto in quanto si ritrova a prendere contatti con Carmela Ragno, sua vecchia conoscenza che a quanto pare non sembra essere coinvolta con gli affari del clan, mentre Lara Colombo è costretta in un certo senso a riavvicinarsi a sua sorella Veronica, (ancora in carcere in quanto accusata di associazione mafiosa e del coinvolgimento nell'omicidio del piccolo Leonardo Abate) in quanto sembra nascondere vecchi contatti con Spinone. Sarà proprio l'uscita di prigione di Veronica Colombo ad aprire nuovi interrogativi per Calcaterra e i suoi: come avrà fatto quest'ultima a far scomparire l'unica reale prova che potesse inchiodarla? (il DNA sul cadavere del bambino). Ed è qui che rientra in gioco De Silva; quest'ultimo sembra essere ritornato in una veste alquanto misteriosa, visto che con l'ausilio dei servizi segreti ha fatto in modo di rimettere in gioco Veronica Colombo e usarla come una sorta di interlocutrice tra la già citata Crisalide e la famiglia Ragno, ma qual è il reale obiettivo di De Silva? Una volta aperte le indagini sul probabile ritorno in scena di quest'ultimo, Calcaterra e la Duomo vanno a sbattere non a caso proprio sul muro di gomma dei servizi segreti, che anni prima a quanto pare hanno sciolto il SISMI per dare vita a una misteriosa organizzazione che prende appunto il nome di "Crisalide", con obiettivi non del tutto chiari.

### Settima stagione
Domenico Calcaterra viene rapito da Graziano e Calogero Maglio, i quali sono alla ricerca della chiave in grado di aprire gli archivi segreti di Crisalide che permetterebbero loro di ricattare molti esponenti del mondo politico ed imprenditoriale. La Duomo si mette alla ricerca di Mimmo con un nuovo capo, Davide Tempofosco, che da Roma si trasferisce a Catania e declassa di fatto l'autorità del vicequestore Lara Colombo. La donna prosegue la sua relazione sentimentale con Sandro Pietrangeli e vive con disperazione il rapporto con la sorella Veronica, arrestata per associazione mafiosa e concorso in omicidio. Proprio Veronica evade dal carcere ed insieme ai Maglio si pone a capo del clan che lavora per il Broker, un misterioso criminale informatico responsabile del riciclaggio del denaro sporco delle famiglie mafiose. Quando Tempofosco intuisce che dietro a tutto c'è proprio l'hacker, chiede l'aiuto della sua ex collega Anna Cantalupo, che proprio durante questa indagine rischiò la vita e perse il marito in un attentato. Mentre Rachele Ragno aderisce al clan dei Corvo, che si appresta a scontrarsi coi Maglio, Rosy Abate vive il tormento amoroso per Calcaterra reclusa nel convento dove ha deciso di prendere i voti, e Filippo De Silva è pronto a tessere nuove ragnatele che coinvolgeranno il potere mafioso e lo Stato.

### Ottava stagione - Il ritorno del boss
Il vice questore Davide Tempofosco rimane vittima di un attentato dinamitardo nel quale l'ispettore Vito Sciuto rimane paralizzato. La donna di Tempofosco, Anna Cantalupo, decide di formare la nuova Squadra Duomo e di dare la caccia agli assassini dell'uomo che amava. Incontrando le non poche resistenze del Questore Licata, Anna contatta tre nuovi elementi per la squadra: Giano Settembrini, esperto ispettore capo della sezione antidroga della Polizia, Carlo Nigro, ispettore capo proveniente dalla sezione omicidi della polizia di Roma e Rosalia Bertinelli, ispettore capo dell'anticrimine figlia del boss Francesco Corvo (fratello maggiore di Alfio Corvo, apparso in Squadra antimafia 7) ucciso in uno scontro a fuoco con la polizia, e di Assunta Bertinelli, donna d'onore condannata all'ergastolo. A Catania torna un mafioso fuggito quarant'anni prima: Giovanni Reitani (risultando poi Ulisse Mazzeo), il quale vuole scalare la gerarchia mafiosa e vendicarsi di coloro che gli hanno rovinato la vita. Le continue morti che insanguinano Catania fanno tornare sulla scena il pluriomicida Filippo De Silva e fanno evadere dall'ospedale nel quale era in cura Rachele Ragno, entrambi intenti a rientrare negli equilibri mafiosi della città. Nel frattempo la Duomo apprende che Rosy Abate è, all'apparenza, morta nell'esplosione di una pompa di benzina.

## Episodi
| Stagione         | Nome Originale                          | Episodi | Prima TV |
| ---------------- | --------------------------------------- | ------- | -------- |
| Prima stagione   | Squadra Antimafia - Palermo Oggi        | 6       | 2009     |
| Seconda stagione | Squadra Antimafia 2 - Palermo Oggi      | 8       | 2010     |
| Terza stagione   | Squadra Antimafia 3 - Palermo Oggi      | 10      | 2011     |
| Quarta stagione  | Squadra Antimafia 4 - Palermo Oggi      | 10      | 2012     |
| Quinta stagione  | Squadra Antimafia 5                     | 10      | 2013     |
| Sesta stagione   | Squadra Antimafia 6                     | 10      | 2014     |
| Settima stagione | Squadra Antimafia 7                     | 10      | 2015     |
| Ottava stagione  | Squadra Antimafia - Il ritorno del boss | 10      | 2016     |

## Personaggi e interpreti
- Claudia Mares (stagioni 1-4, guest 6), interpretata da Simona Cavallari.
- Rosy Abate (stagioni 1-6, ricorrente 7), interpretata da Giulia Michelini.
- Nardo Abate (stagioni 1-2), interpretato da Sergio Friscia.
- Ivan Di Meo (stagioni 1-2), interpretato da Claudio Gioè.
- Questore Licata (stagioni 1-8), interpretato da Bruno Torrisi.
- Fabrizio Alfiere Lorri (stagioni 1-2), interpretato da Ninni Bruschetta.
- Gigante (stagione 1), interpretato da Raffaele Vannoli.
- Africa (stagione 1), interpretato da Marco Leonardi.
- Viola Fantini (stagione 1), interpretata da Silvia De Santis
- Giacomo Trapani (stagione 1), interpretato da Claudio Castrogiovanni
- Filippo De Silva/Leone Mazzeo (stagioni 2-4, guest 5, 6-8), interpretato da Paolo Pierobon.
- Fiamma Rigosi (stagioni 2-3), interpretata da Alice Palazzi.
- Luca Serino (stagioni 2-3, guest 4), interpretato da Francesco Mandelli.
- Sandro Pietra Pietrangeli (stagioni 2-7), interpretato da Giordano De Plano.
- Benito Caputo (stagioni 2-8), interpretato da Roberto Salemi.
- Vito Portanova (stagione 3), interpretato da Giuseppe Zeno.
- Domenico Calcaterra (stagioni 3-7), interpretato da Marco Bocci.
- Dante Mezzanotte (stagioni 4-5), interpretato da Andrea Sartoretti.
- Gaetano Palla Palladino (stagioni 4-5, guest 6), interpretato da Ludovico Vitrano.
- Francesca Leoni (stagioni 4-7), interpretata da Greta Scarano.
- Lara Colombo (stagioni 5-7) interpretata da Ana Caterina Morariu.
- Veronica Colombo (stagioni 5-7), interpretata da Valentina Carnelutti.
- Vito Sciuto (stagioni 5-8), interpretato da Dino Abbrescia.
- Bruno Orso Orsini (stagioni 5-8), interpretato da Massimo De Lorenzo.
- Rachele Ragno (stagioni 6-8) interpretata da Francesca Valtorta.
- Davide Tempofosco (stagione 7, guest 8), interpretato da Giovanni Scifoni.
- Anna Cantalupo (stagioni 7-8), interpretata da Daniela Marra.
- Saverio Torrisi (stagioni 7-8), interpretato da Fabio Troiano.
- Flavio Collina (stagione 7), interpretato da Ascanio Balbo.
- Carlo Nigro (stagione 8), interpretato da Giulio Berruti.
- Giano Settembrini (stagione 8), interpretato da Davide Iacopini.
- Rosalia Bertinelli (stagione 8), interpretata da Silvia D'Amico.
- Ulisse Mazzeo (stagione 8), interpretato da Ennio Fantastichini.
- Patrizia Fiorelli; Maria Scibona, madre di Filippo De Silva (stagione 8), interpretata da Caterina Shulha.

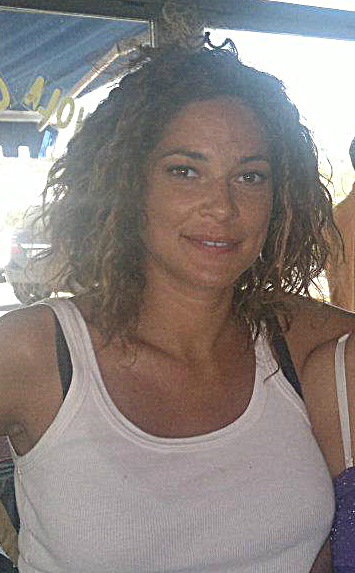
Simona Cavallari è Claudia Mares
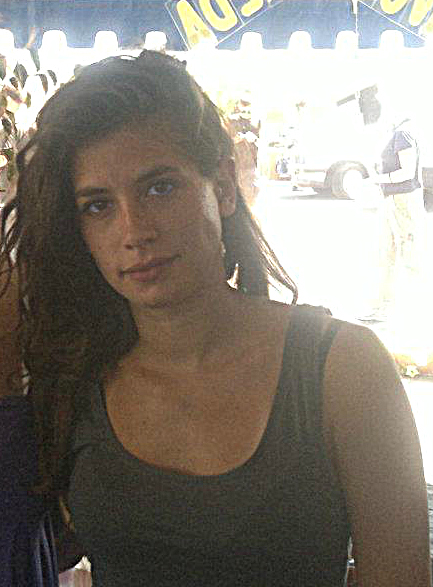
Giulia Michelini è Rosy Abate
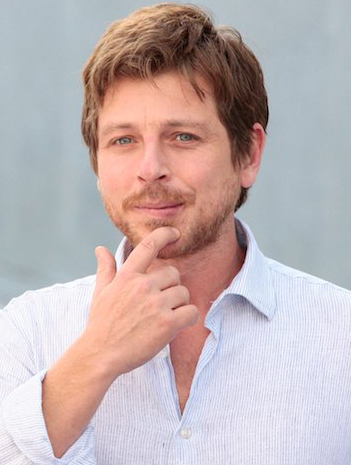
Claudio Gioè è Ivan Di Meo
Marco Leonardi è Africa
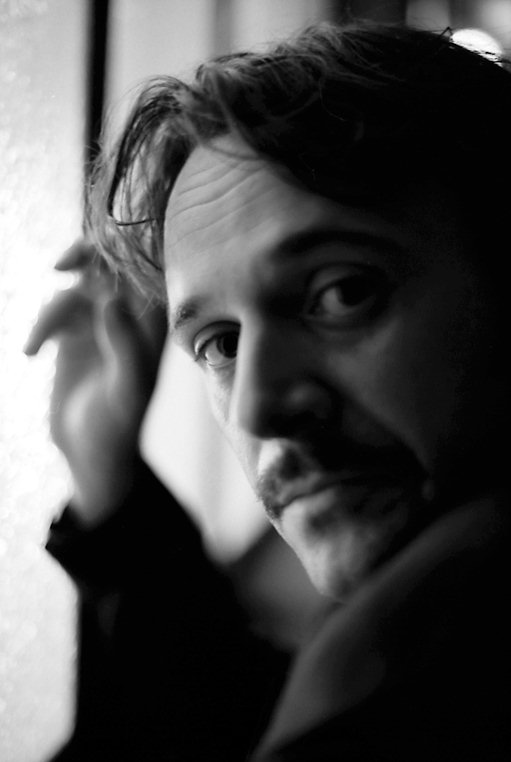
Paolo Pierobon è Filippo De Silva / Leone Mazzeo
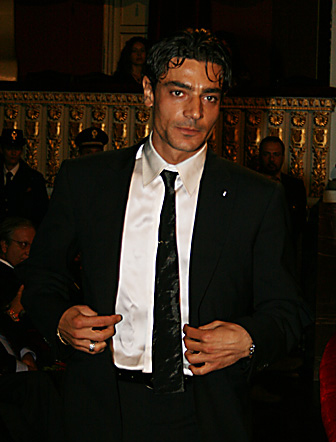
Giuseppe Zeno è Vito Portanova
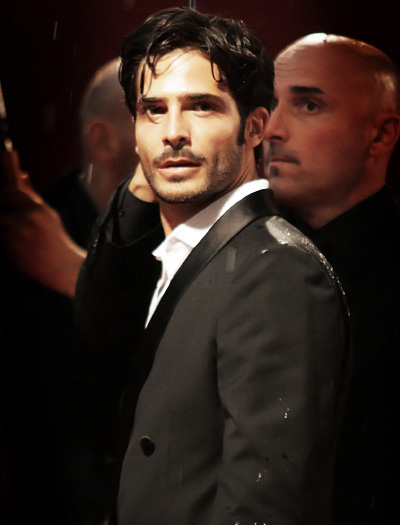
Marco Bocci è Domenico Calcaterra
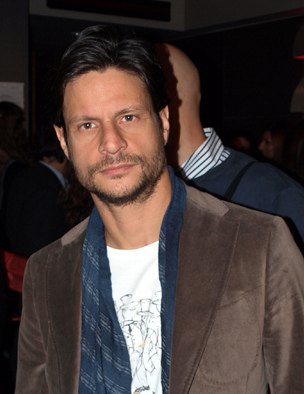
Andrea Sartoretti è Dante Mezzanotte
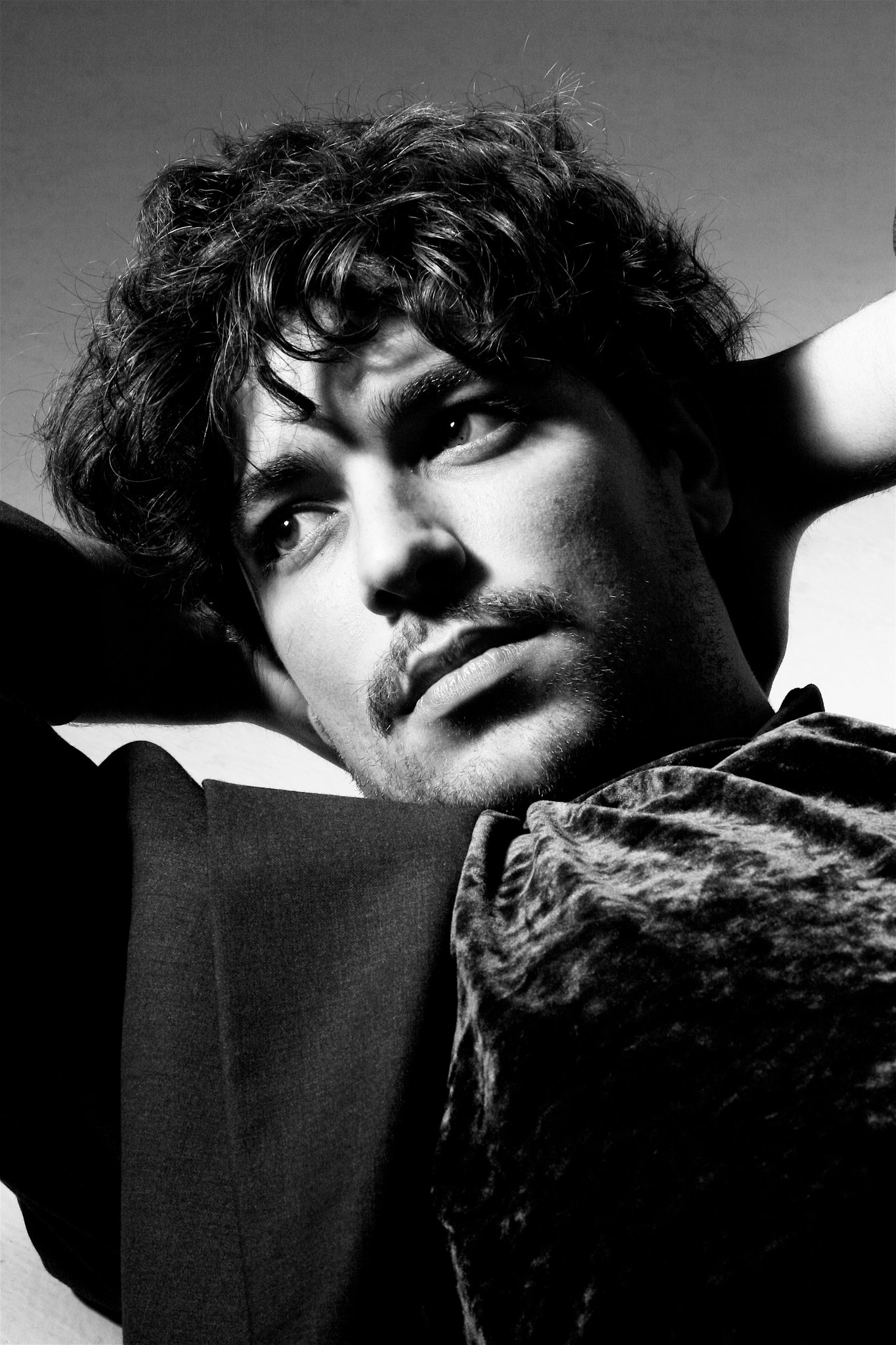
Ludovico Vitrano è Gaetano Palladino
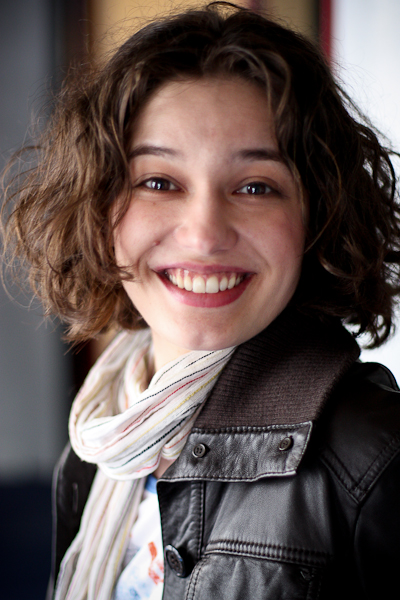
Ana Caterina Morariu è Lara Colombo
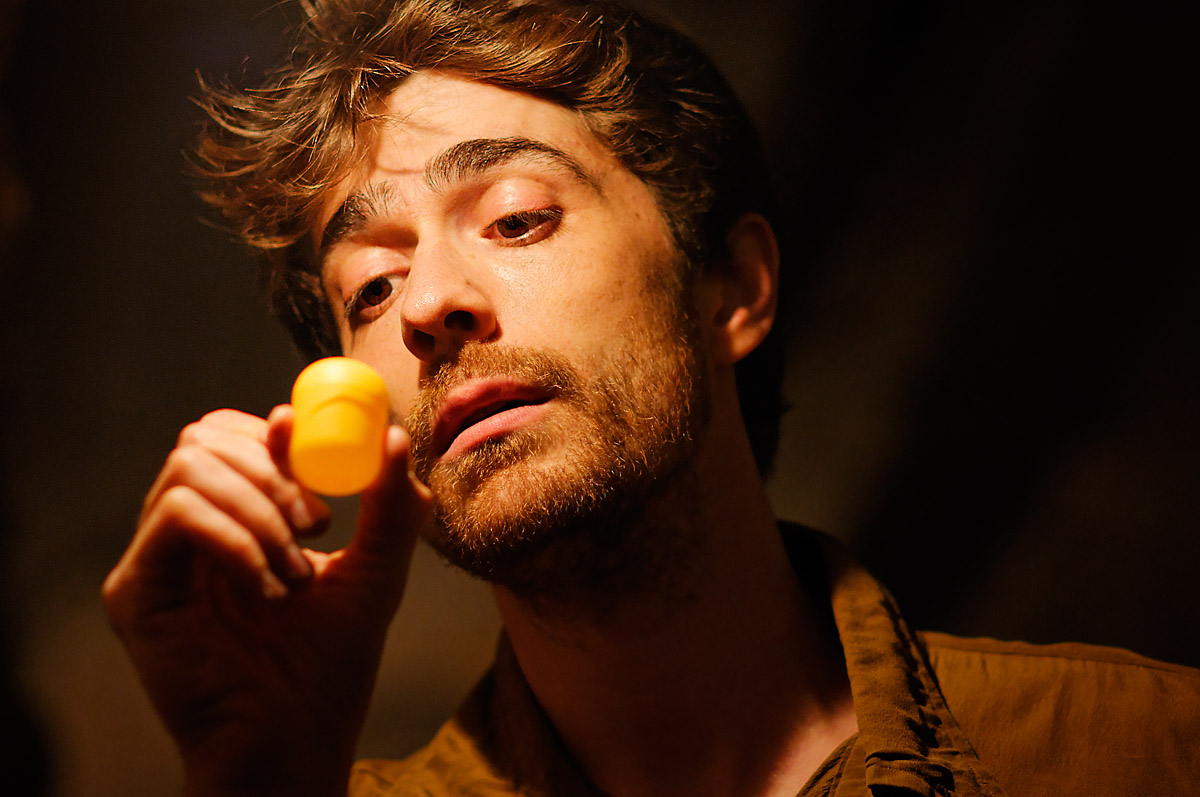
Giovanni Scifoni è Davide Tempofosco
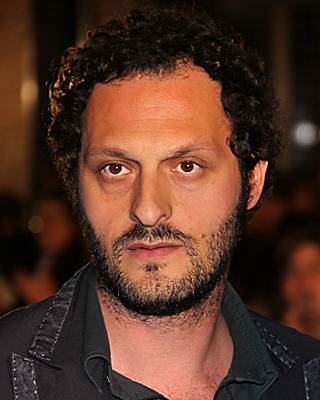
Fabio Troiano è Saverio Torrisi
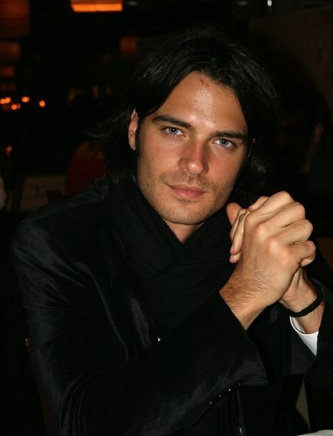
Giulio Berruti è Carlo Nigro
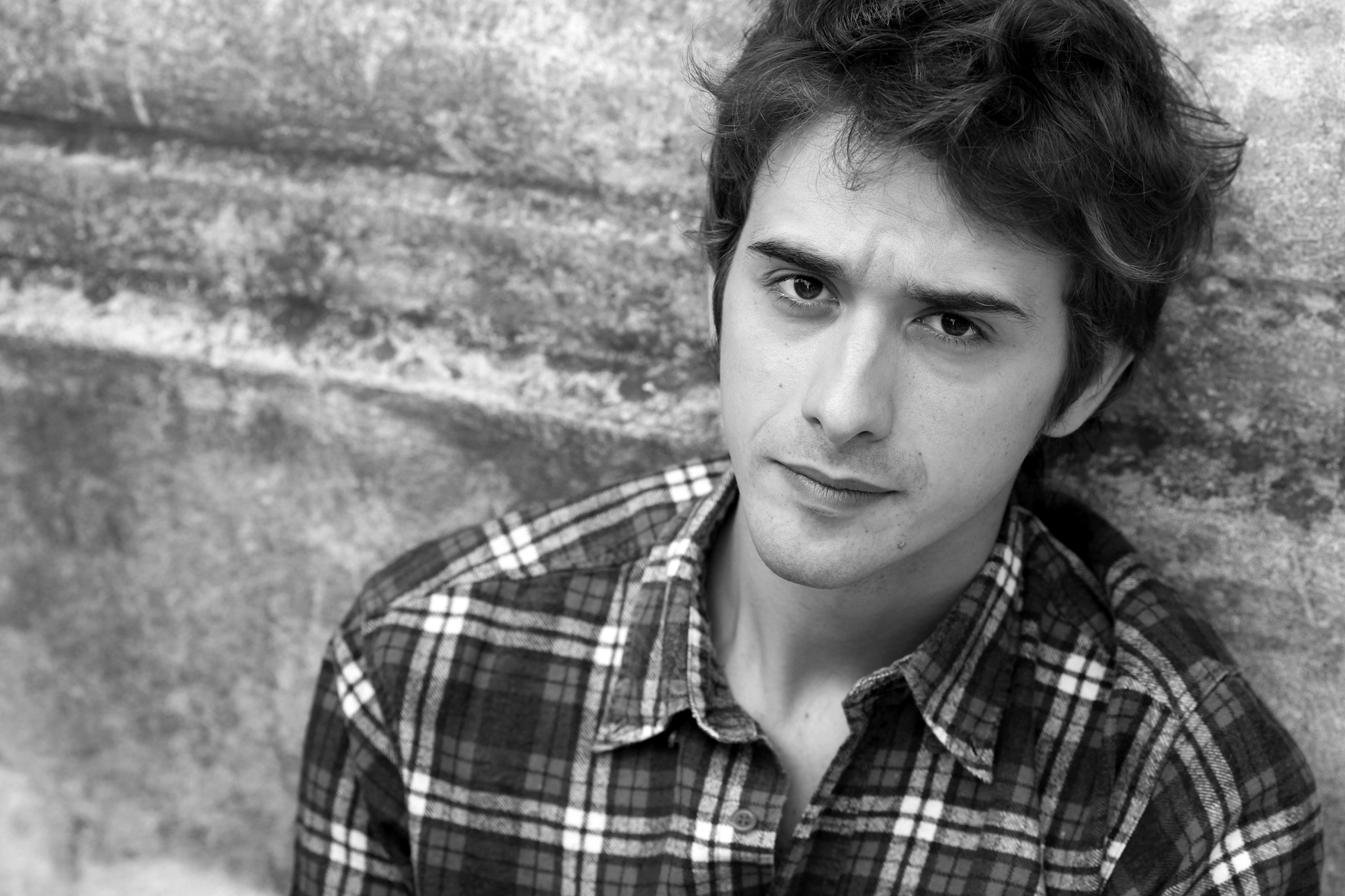
Davide Iacopini è Giano Settembrini
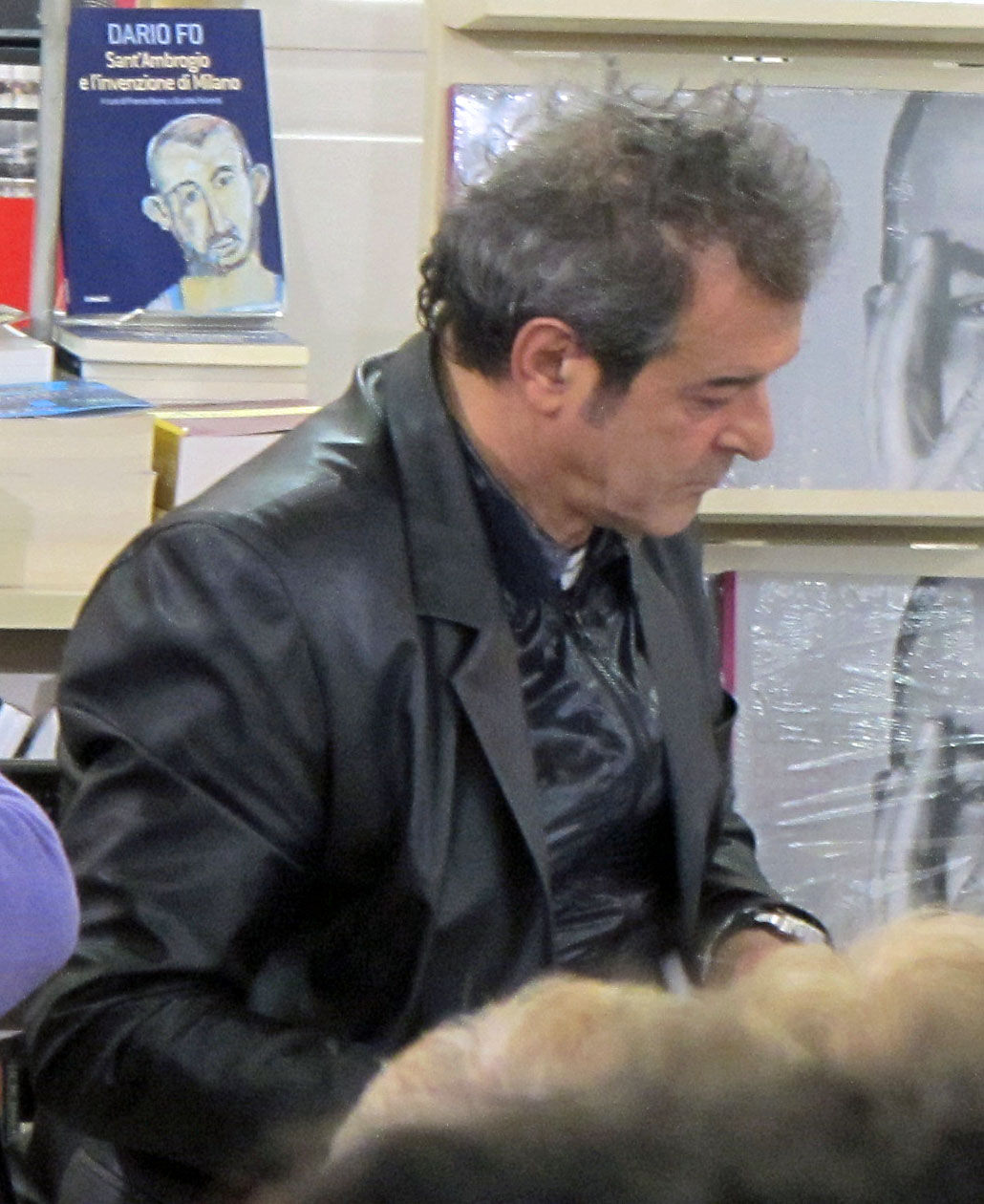
Ennio Fantastichini è Ulisse Mazzeo

## Produzione
Realizzata dalla Taodue di Pietro Valsecchi per Mediaset. La storia raccontata, ovvero i segreti di Cosa nostra, è un argomento già affrontato in passato dalla Taodue, con produzioni come Paolo Borsellino, Il capo dei capi e L'ultimo padrino. Tuttavia, a differenza delle opere precedenti, Squadra antimafia è basata esclusivamente sulla fantasia degli autori.
Il regista Beniamino Catena ha definito la serie «un action poliziesco. Ha un elemento comics, da romanzo d'appendice, un tono molto romanzato e svincolato dalla realtà contingente. Quasi mitico. E la regia amplifica questo tono immaginifico, svincolandosi dal linguaggio tipico della fiction. È più polveroso, più sporco e più pop nel senso che la presenza di certi attori nel cast che si comportano in un determinato modo è legata a un certo immaginario grazie al quale abbiamo portato anche i giovanissimi a seguire Antimafia. La piovra è realistica, questo è iper-realista, e diventa a tratti surreale. I personaggi diventano più icone».
Dopo il successo della prima stagione, che vede protagoniste Simona Cavallari e Giulia Michelini che interpreta Rosy Abate, sorella minore del boss e capo famiglia Nardo, interpretato da Sergio Friscia, Valsecchi dichiarò che ci sarebbe stata anche una seconda stagione della serie, andata poi in onda sempre su Canale 5 a partire dall'aprile 2010. Tra le guest star della nuova stagione, Fabrizio Corona che ha interpretato il ruolo di un killer, "Il Catanese". Le riprese sono state realizzate da aprile 2009 a febbraio 2010. La stagione è stata trasmessa su Canale 5 dal 27 aprile con il nome di Squadra antimafia - Palermo oggi 2.
La terza stagione ha debuttato su Canale 5 l'8 aprile 2011, e vede ancora protagoniste Simona Cavallari e Giulia Michelini. Con la terza stagione il successo della serie è arrivato all'apice con uno share di più del 20%.
Le riprese della quarta stagione sono iniziate il 20 luglio 2011 e sono terminate nel marzo 2012. Il cast conferma le presenze certe di Giulia Michelini e Gianmarco Tognazzi. Anche Simona Cavallari ha confermato la sua presenza, nonostante la gravidanza in corso. I nuovo arrivi sono quelli di Greta Scarano nei panni dell'ispettrice Francesca Leoni, e Ludovico Vitrano che sarà invece l'agente Gaetano Palladino. Ci sarà poi anche Serena Iansiti nei panni di Ilaria La Viola, una ragazza misteriosa vicina a Rosy Abate. Lo sceneggiatore Sandrone Dazieri ha anticipato che la stagione tratterà, tra gli altri, il tema delle energie alternative. La trama principale si baserà sulla cattura da parte della squadra Duomo (di cui nel frattempo Domenico Calcaterra è diventato capo, data la gravidanza della sua compagna Claudia Mares) nei confronti di Dante (Andrea Sartoretti) e Armando Mezzanotte (Massimo De Santis), due fratelli malavitosi. La squadra sarà aiutata da Rosy Abate, diventata collaboratrice di giustizia. La stagione verrà trasmessa da Canale 5 dal 10 settembre 2012.Simona Cavallari lascia la serie.
Le riprese della quinta stagione sono iniziate il 10 settembre 2012, giorno della messa in onda della quarta serie, e sono terminate nel marzo 2013. La messa in onda è prevista per il 9 settembre 2013. Tra gli attori sono confermati Giulia Michelini (Rosy Abate), Greta Scarano (Francesca Leoni), Ludovico Vitrano (Gaetano Palladino), Marco Bocci (Domenico Calcaterra), Giordano De Plano (Sandro Pietrangeli), Andrea Sartoretti (Dante Mezzanotte), Bruno Torrisi (Licata) ed entreranno in scena Dino Abbrescia (Vito Sciuto), Alessandro Rugnone (Ruggero Spina), Francesco Montanari (Achille Ferro), Edoardo Pesce (Michele Catena), Valentina Carnelutti, che sarà Veronica Colombo, sindaco di Baia D'Angelo (in realtà Acicastello), e Ana Caterina Morariu nelle vesti del nuovo vice questore, Lara Colombo. Queste ultime due saranno impegnate a rivestire i panni di due sorelle unite da un rapporto difficile che le renderà ben presto antagoniste. Il nuovo capitolo della fiction ha lasciato la città di Palermo per approdare a Catania dove le squadre Antimafia delle due città si uniranno per dare battaglia a nuovi criminali. Per la prima volta un poliziesco seriale approda nella città etnea.
Le riprese della sesta stagione sono cominciate il 26 agosto 2013 e terminate a fine marzo 2014. Si svolgono ancora tra Roma e Catania. Sono confermati Giulia Michelini, Marco Bocci, Ana Caterina Morariu, Giordano De Plano, Dino Abbrescia e Valentina Carnelutti.
Ancora prima della messa in onda della sesta stagione sono iniziate le riprese della settima. Tra gli attori confermati ci sono Marco Bocci, Ana Caterina Morariu, Dino Abbrescia, Greta Scarano, Paolo Pierobon, Giordano De Plano, Valentina Carnelutti, Francesca Valtorta, Ernesto D'Argenio e Giulia Michelini (ruolo marginale). Tra i nuovi arrivati invece Giovanni Scifoni, Daniela Marra, Pino Caruso e Fabio Troiano. Nella settima stagione ci saranno due cosche mafiose, la famiglia Corvo e la famiglia Maglio quest'ultima composta da zio e nipote: Calogero e Graziano Maglio interpretati rispettivamente da Maurizio Marchetti e Gabriele Greco. Le riprese sono terminate il 17 aprile 2015.
Ancora prima della messa in onda della settima stagione, il 1º settembre 2015 sono iniziate le riprese dell'ottava che sono terminate nell'aprile 2016. Tra gli attori sono confermate le presenze di Paolo Pierobon, Francesca Valtorta, Daniela Marra, Dino Abbrescia, Selene Caramazza, Fabio Troiano; escono di scena invece Giovanni Scifoni, Giulia Michelini, (che appariranno solo come guest-star) Marco Bocci, Giordano De Plano, Ernesto D'Argenio, Greta Scarano, Valentina Carnelutti e Ana Caterina Morariu. Tra le new entry troviamo Davide Iacopini, Ennio Fantastichini, Giulio Berruti, Caterina Shulha, Silvia D'Amico, Iaia Forte, Biagio Pelligra, Vladimir Randazzo, Carlo Palmeri e Giuliano Del Gaudio.
L'11 novembre 2016 è andato in onda il finale dell'ottava stagione, l'ultima della serie.

### Riprese
Durante le riprese della fiction è stato privilegiato l'uso della macchina da presa a spalla per rendere più realistico e dinamico il rapporto spettacolare tra realtà attuale e finzione cinematografica.
Le riprese sono state effettuate nel Lazio: presso Guidonia Montecelio, Monterotondo, Roma e Tivoli. In Sicilia: presso Aci Castello, Acireale (piazza Duomo), Catania, Monreale e Palermo.
Repliche
Canale 5 Mediaset extra Iris 20 Mediaset

## Accoglienza
| Stagione | Programmazione                                                                                     | Numero di episodi | Première          | Première       | Première | Finale           | Finale         | Finale | Media stagione | Media stagione |
| Stagione | Programmazione                                                                                     | Numero di episodi | Data              | Telespettatori | Share    | Data             | Telespettatori | Share  | Telespettatori | Share          |
| -------- | -------------------------------------------------------------------------------------------------- | ----------------- | ----------------- | -------------- | -------- | ---------------- | -------------- | ------ | -------------- | -------------- |
| 1        | Martedì, 21:10                                                                                     | 6                 | 31 marzo 2009     | 6.137.000      | 23,03%   | 5 maggio 2009    | 5.933.000      | 23,09% | 5.569.000      | 21,46%         |
| 2        | Martedì (dal 1º al 3º episodio) Mercoledì (dal 4º al 7º episodio) Giovedì (ultimo episodio), 21.10 | 8                 | 27 aprile 2010    | 4.801.000      | 18,67%   | 10 giugno 2010   | 6.027.000      | 27,78% | 5.301.000      | 21,65%         |
| 3        | Venerdì (dal 1º all'8º episodio) Martedì (9º e 10º episodio), 21.10                                | 10                | 8 aprile 2011     | 5.206.000      | 22,56%   | 10 giugno 2011   | 6.057.000      | 26,09% | 5.501.000      | 22,74%         |
| 4        | Lunedì, 21:10                                                                                      | 10                | 10 settembre 2012 | 5.021.000      | 20,48%   | 19 novembre 2012 | 5.713.000      | 20,10% | 5.121.000      | 18,84%         |
| 5        | Lunedì, 21:10                                                                                      | 10                | 9 settembre 2013  | 4.810.000      | 19,75%   | 18 novembre 2013 | 5.569.000      | 20,69% | 4.817.000      | 18,45%         |
| 6        | Lunedì, Mercoledì (6º episodio), 21.10                                                             | 10                | 8 settembre 2014  | 4.001.000      | 17,29%   | 10 novembre 2014 | 4.747.000      | 18,88% | 4.414.000      | 17,63%         |
| 7        | Mercoledì, Lunedì (9º episodio) 21.10                                                              | 10                | 9 settembre 2015  | 4.378.000      | 19,58%   | 11 novembre 2015 | 3.991.000      | 16,85% | 3.826.000      | 16,12%         |
| 8        | Giovedì, Venerdì (dal 4º al 10º episodio), 21:10                                                   | 10                | 8 settembre 2016  | 3.681.000      | 17%      | 11 novembre 2016 | 3.084.000      | 13%    | 2.659.900      | 13,23%         |

## Riconoscimenti
- 2013 – RdC Awards
  - Premio Navicella Fiction[38]
- 2014 – Roma Fiction Fest
  - Serie TV più social[39]
- 2015 – Roma Fiction Fest
  - Telegatto speciale a Marco Bocci

## Opere correlate

### Spin-off
Nel 2017 ha debuttato lo spin-off Rosy Abate - La serie, incentrato sulle nuove vicende di Rosy Abate.

### Prequel mai realizzato
Il 12 novembre 2019 Pietro Valsecchi annuncia che alla seconda serie dello spin-off seguirà un prequel, Rosy Abate - Le origini del male, tuttavia tale progetto non è mai stato realizzato.

### Il rimontaggio del 2017
Dal 2 al 30 agosto 2017, col titolo La regina di Palermo, viene trasmesso da Canale 5 un rimontaggio in cinque episodi delle vicende di Rosy Abate nella serie Squadra antimafia, allo scopo di pubblicizzare lo spin-off Rosy Abate - La serie in onda nell'autunno dello stesso anno.

### Remake mai realizzato
Nell'ottobre 2011, durante il Roma Fiction Fest, la produttrice statunitense Gina Matthews aveva accennato all'interesse dell'industria televisiva americana verso il format di Squadra antimafia. Nelle settimane successive era stato confermato l'avvio dello sviluppo della sceneggiatura per un possibile episodio pilota per la ABC, scritto da David Hollander (già creatore di The Guardian e produttore di The Cleaner) e ambientato a Filadelfia. Il progetto non andò poi oltre le prime fasi iniziali.

### Romanzo
Il 28 agosto 2013 è stato pubblicato l'omonimo romanzo Squadra antimafia - Palermo oggi, scritto da Pietro Valsecchi, che novellizza le vicende della quarta stagione – raccontando più nel dettaglio i retroscena della storia d'amore tra Domenico Calcaterra e Rosy Abate, e della morte di Claudia Mares.